# 후지네촌 (이와테현)
후지네촌(藤根村)은 이와테현 와가군에 설치되었던 촌이다. 현재의 기타카미시에 해당한다.